# گوستا دانکر

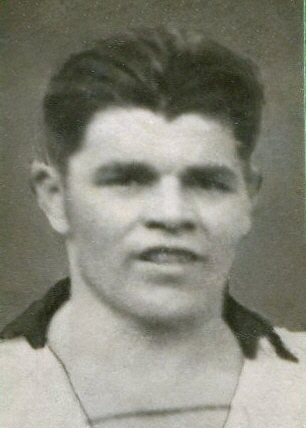
گوستا دانکر

گوستا دانکر (انگلیسی: Gösta Dunker; ۱۶ سپتامبر ۱۹۰۵ – ۵ ژوئن ۱۹۷۳) بازیکن فوتبال اهل سوئد بود.
وی همچنین در تیم ملی فوتبال سوئد بازی کرده‌است.